# MangaGamer
MangaGamer est un éditeur de jeux vidéo spécialisé dans la localisation et la distribution en anglais de visual novel japonais. Il est géré par l'entreprise basée au Japon Japan Animation Content.